# Райнеро да Павия
Райнеро да Павия (Raniero da Pavia, также известный как просто Raniero) — католический церковный деятель XII века. В 1182 году стал кардиналом-священником с титулом церкви Санти-Джованни-э-Паоло. Участвовал в выборах папы 1181 года (Луций III).